# محوطه کللر گدیگی
محوطه کللر گدیگی مربوط به دوره ساسانیان - سده‌های اولیه دوران‌های تاریخی پس از اسلام است و در شهرستان کوثر، بخش فیروز، دهستان زرج آباد، روستای امیرآباد واقع شده و این اثر در تاریخ ۲۶ اسفند ۱۳۸۷ با شمارهٔ ثبت ۲۵۷۸۲ به‌عنوان یکی از آثار ملی ایران به ثبت رسیده است.